# Останній володар часу
Останній володар часу (англ. Last of the Time Lords) — тринадцятий та заключний епізод третього сезону поновленого британського науково-фантастичного телесеріалу «Доктор Хто». Уперше транслювався на телеканалі BBC One 30 червня 2007 року. Є останнім епізодом у трисерійній історії разом з епізодами «Утопія» та «Барабанний бій».
Події епізоду відбуваються на Землі через рік після подій епізоду «Барабанний бій». В епізоді володар часу Майстер (грає Джон Сімм) підкорив Землю і поневолив її населення, яке змушене готувати військові космічні кораблі для підкорення Майстром решти Всесвіту. Студентка-медик Марта Джонс (грає Фріма Аджимен) проводить попередній до подій епізоду рік, подорожуючи планетою, що є частиною плану зупинення Майстра.

## Сюжет
Через рік після нападу токлафанів на Землю, коли Майстер захопив планету, людство знаходиться на межі вимирання. Після втечі з авіаносця Марта подорожує світом та уникає виявлення за допомогою фільтру сприйняття, який їй дав Доктор у попередньому епізоді. Вона готує людей, які вижили, сконцентрувати свої думки на слові «Доктор» в момент завершення відліку до запуску ракетного флоту, який Майстер має намір запустити в космос, розпочати війну з іншопланетними расами та захопити їх. Тим часом Десятий Доктор витрачає рік, психічно інтегруючись в мережу супутникового зв'язку «Архангел», якою управляє Майстер, яка передає колективну психічну енергію людей Доктору. Марта вигадує історію про пошук чотирьох компонентів пістолета, до яких вразливий Майстер, як частина плану, щоб професор Дочерті провела Марту назад до Майстра.
Марта разом із Дочерті та медиком Томасом Мілліганом захоплюють токлафана. Після огляду прибульця вони виявляють що токлафани — це люди, яких ракета в майбутньому відвезла до Утопії. Вони поклали свої голови в металеві сфери, а їх розум регресував до дитячого. Майстер створив із TARDIS машину часових парадоксів, щоб дозволити їм повернутись у минуле і вбити своїх предків. Марта і Томас відходять, щоб знайти останній компонент пістолета, а Дочерті надає Майстру місцезнаходження Марти в обмін на інформацію про власного сина.
Після видачі Марти Майстер знищує пістолет і відвозить її назад на авіаносець, щоб він міг її вбити перед штучно зістареним Доктором. Колективна психічна енергія людей, що думають про Доктора, омолоджує його, дозволяючи йому подолати свій полон і змусити Майстра здатись у поразці. Джек звільняється з полону та вирушає на знищення машини часових парадоксів. Руйнування машини парадоксів спричиняє відкидання часу до моменту появи токлафанів рік тому, а всі, окрім тих, хто знаходився на борту авіаносця, забувають про пережитий рік. Доктор та його союзники розглядають долю Майстра до того, як Майстра застрелює його дружина Люсі. Майстер помирає на руках у Доктора, а Доктор кремує його тіло на поховальному вогнищі.
Доктор повертає Джека до Торчвуду. Марта вирішує покинути Доктора для того, щоб перебувати зі своєю родиною, представники якої пам'ятають своє ув'язнення на авіаносці. Вона дає Доктору свій мобільний телефон у випадку, якщо йому потрібно зв'язатись із нею. Після цього, в той час, як Доктор перебуває в TARDIS, в нього врізається космічний корабель, який носить ім'я «Титанік».

## Знімання епізоду
«Останній володар часу» вважається частиною трисерійної історії-завершення третього сезону поновленого «Доктора Хто», разом з попередніми епізодами «Утопія» та «Барабанний бій» — перша історія такої довжини в поновленому телесеріалі. Однак Расселл Ті Девіс говорив, що вважає «Утопію» окремою історією, але зазначив, що вважає визначення належності даного епізоду до телесеріалу довільним. «Останній володар часу» був пропонованим підзаголовком для фільму «Доктор Хто», який готувався з 1987 до 1994.
Епізод був знятий у восьмому виробничому блоці разом з епізодом «Барабанний бій». Для того, щоб залишити деталі епізоду в таємниці, доступ до копій епізоду для попереднього перегляду було заборонено. Для епізоду «Судний день» попереднього сезону та епізоду «Кінець мандрівки» наступного діяло схоже обмеження. Епізоду був виділений 50-хвилинний відрізок телеефіру, як і раніше епізоду «Далеки на Манхеттені», та 55-хвилинний відрізок телеефіру для повторів епізоду на телеканалі BBC Three. Згідно слів Расселла Ті Девіса в 384-му випуску «Doctor Who Magazine» це було пов'язано з тим, що епізоду не вистачило відведеного йому екранного часу, але вони не хотіли втрачати відзнятий матеріал. Фінальний епізод серії епізодів «Суд над володарем часу» був також подовжений на п'ять хвилин у 1986 році. В аудіокоментарі продюсер розкрив, що Грем Гарпер ставав на заміну для режисерування деяких сцен після того, як режисер Колін Тейг отримав поранення.

### Акторський склад
Реггі Єйтс згадується у титрах як актор, що грає Лео Джонса. Однак даний герой з'являється в епізоді лише на задньому плані, не граючи ролі в розвитку сюжету. В аудіокоментарі до епізоду згадується, що спочатку було заплановано, щоб Лео з'явився в уривку, в якому Марта Джонс повертається до Великої Британії, але у Єйтса була запланована гра в іншій акторській ролі в час знімання епізоду. Зої Торн раніше озвучувала гельтів у епізоді «Невгамовні мерці». Не згадана в титрах рука, яка піднімає кільце Майстра, була менеджером зі знімання Трейсі Сімпсон.

### Саундтрек
На початку епізоду Майстер входить на трап авіаносця під пісню «I Can't Decide» від «Scissor Sisters», яка грає на тлі. Він посилається на неї, як на «трек № 3» — порядок пісні в другому альбомі «Scissor Sisters», який має назву «Ta-Dah». В епізоді востаннє в телесеріалі з'являється музичний супровід до «Доктора Хто», написаний Мюрреєм Ґолдом у 2005 році (незважаючи на незначні його зміни та розширення закривальної теми в 2006 році). Відкривальна тема пізніше з'являється ще один раз в аранжуванні 2005 року в мініепізоді «Аварія в часі», до того як відкривальна та закривальна теми оновлюються, починаючи з «Мандрівки проклятих» та продовжуючи в четвертому сезоні у 2008 році.

## Трансляція епізоду та відгуки
Епізод уперше транслювався на телеканалі BBC One 30 червня 2007 року. За нічними оцінками епізод було переглянуто 8 мільйонами глядачів з часткою аудиторії 39 %. За підсумковими оцінками епізод переглянуло 8,61 мільйонів глядачів, він отримав 88 балів з індексом оцінки (відмінно).
Епізод було заплановано наживо транслювати для прайду в Лондоні на Трафальгарській площі з використанням величезного екрана. Однак місцева комендантська година після спроби теракту перешкодила транслюванню. Фріма Аджимен та Джон Барроумен відвідали даний прайд.
Стівен Брук на блозі «Гардіана» писав, що епізод «був точно епічним завершенням… але не задовольняючим». Він відчував, що завершення сезону було занадто епічним та надто різким, і «переродження Доктора… залишило холод в мені». Оглядач з SFX Дейв Голдер дав епізоду оцінку три з половиною зірки з п'яти, роблячи висновок, що це було «Гарне, цілісне та розважальне, з гарною грою деяких акторів та візуальними ефектами, які запам'ятовуються, але імовірно найменш задовольняюче закінчення поновленого „Доктора Хто“ серед усіх». Однак він вважав, що в епізоді було «багато такого, чим можна насолоджуватись», наприклад Джон Сімм, який грає Майстра, акторська гра Фріми Аджимен та візуальні ефекти. Він хотів, щоб постапокаліптичний світ на Землі був розкритий сильніше.
Тревіс Фікетт з IGN дав епізоду «Останній володар часу» оцінку 8,4 балів з 10, вважаючи, що він мав «найслабший вступ» серед епізодів трисерійного фіналу сезону, однак він містив у собі «гарні речі», зокрема фінальну битву між Доктором та Майстром та покидання Мартою Доктора. Однак він вважав, що найбільшою «помилкою» було залишання Доктора осторонь в епізоді та «логічно брудне» завершення. Марк Райт із «The Stage» назвав епізод «найслабшим з фіналів сезонів „Доктора Хто“ до цього часу», в якому більшість сюжету була «ліниво написана» чи не мала в собі змісту, та «[виглядала] дурною та якій бракувало змістовності». В той час, як він хвалив Марту та емоційне піднесення в епізоді, він вважав Джека «злочинно недовикористаним» та критикував зображення старого Доктора. Стівен Джеймс Волкер у своїй книзі «Третій вимір: неофіційний та неавторизований путівник „Доктором Хто“ 2007 року» (англ. Third Dimension: The Unofficial and Unauthorised Guide to Doctor Who 2007) зробив підсумок про епізод, як про «блідий та депресивний», та перерахував лікування Доктора, використання кнопки скидання та недовикористання капітана Джека Гаркнесса серед проблем із сюжетом епізоду.